# Sentence arbitrale de Paris

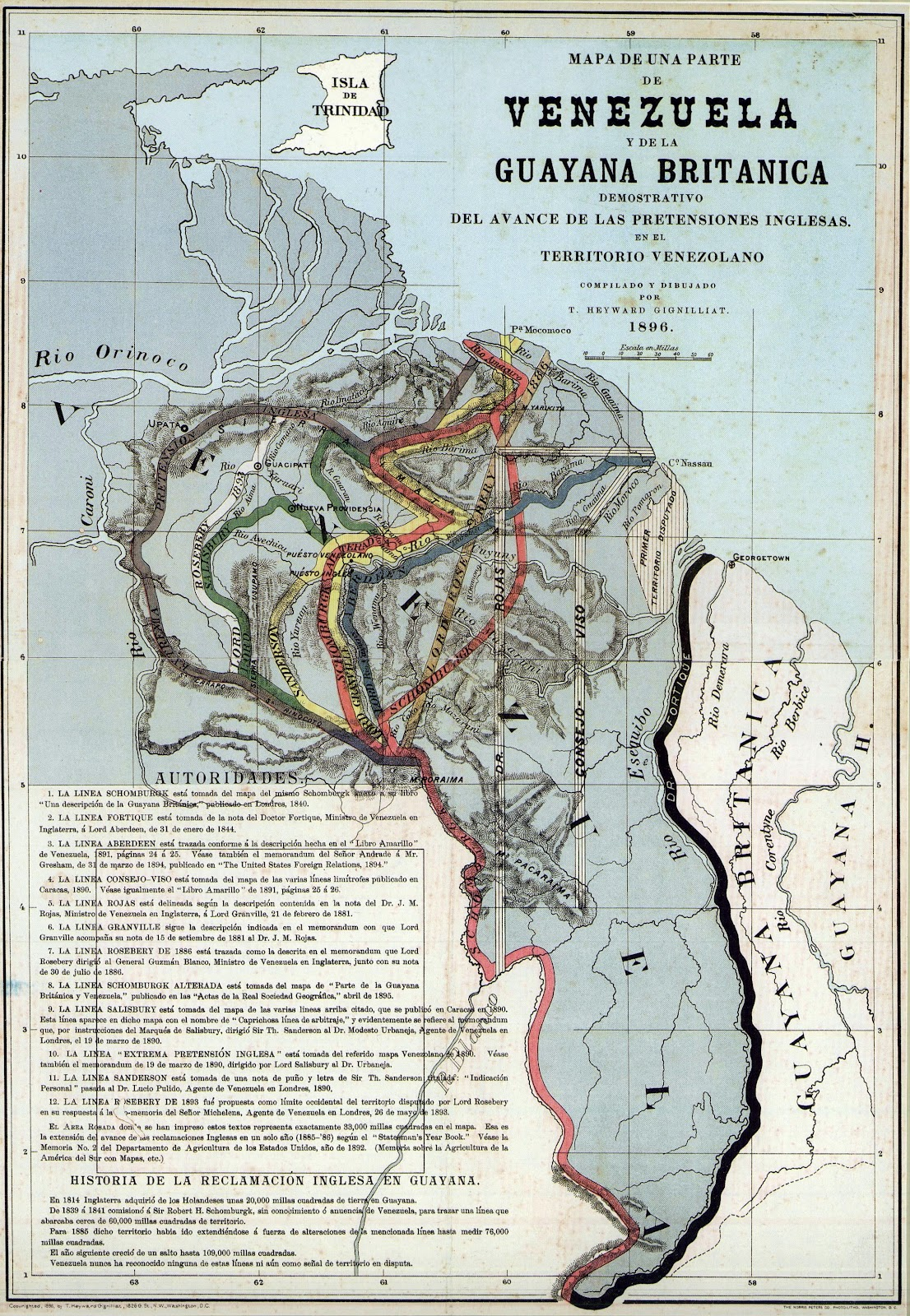
Carte de 1896 de l'ancienne Guyane britannique et les différentes lignes de démarcation tracées qui ont été discutées dans la sentence arbitrale de Paris. Les aspirations britanniques maximales sont montrées et le fleuve Essequibo que le Venezuela considère comme sa frontière, la zone grise est le seul territoire non revendiqué par le Venezuela, tandis qu'une partie du secteur oriental (Pirara) a été détachée du Brésil de manière ultra petita dans la sentence de Paris bien qu'une partie lui ait été réattribuée dans une autre sentence arbitrale Angleterre-Portugal en 1904.

La sentence arbitrale de Paris du 3 octobre 1899 est la décision rendue par un tribunal arbitral réuni à Paris, créé deux ans plus tôt, comme le prévoit le traité d'arbitrage de Washington D.C. le 2 février 1897, dans lequel les États-Unis (représentant le Venezuela) d'une part et le Royaume-Uni (en tant que propriétaire de la colonie de Guyane britannique, actuelle république coopérative du Guyana) d'autre part, avaient accepté de soumettre à l'arbitrage international le différend sur la frontière à l'ouest de la colonie britannique et à l'est du Venezuela indépendant, comme mécanisme de solution amiable au différend territorial.
La position vénézuélienne était basée sur le fait que la frontière devait être la ligne médiane du fleuve Essequibo en vertu du principe Uti possidetis iure (comme vous étiez propriétaire, vous continuerez à posséder) par lequel les territoires de l'ancienne capitainerie générale du Venezuela correspondait au moment de son indépendance en 1810, qui, prétend-on, avait le fleuve Essequibo comme frontière orientale. Cependant, le décret royal de 1777 ne précise pas jusqu'où s'étend le territoire de la capitainerie générale du Venezuela, pas plus que les capitulations des provinces. En revanche, la position du Royaume-Uni était basée sur une carte de 1840 (bien qu'avec quelques modifications ultérieures) du naturaliste prussien Robert Hermann Schomburgk dont la frontière atteignait Punta Barima à l'embouchure de l'Orénoque (dans l'État de Delta Amacuro actuel) et les monts d'Upata (dans l'État de Bolívar actuel) couvrant une superficie approximative de 203 310 km2 à l'ouest du fleuve Essequibo.
La décision a été favorable au Royaume-Uni en lui attribuant le territoire appelé par le Venezuela Guayana Esequiba de 159 500 km2, à l'ouest du fleuve Essequibo, mais pas dans son aspiration maximale de couvrir les embouchures du fleuve Orénoque et de contrôler sa navigation. Le Venezuela a immédiatement protesté contre la sentence rendue par le tribunal arbitral, estimant que la décision présentait des vices de nullité. Cependant, ce n'est qu'en 1962 qu'il réalisa des progrès tangibles en le dénonçant devant l'ONU, après la découverte de documents qui compromettaient sa légalité.
La revendication vénézuélienne a été admise dans le cadre de l'ONU, remettant ainsi en question la validité de la sentence. Cet événement a conduit à la signature de ce qu'on appelle l'Accord de Genève, le 17 février 1966, entre les deux parties. la présence du gouvernement local de la Guyane britannique, qui deviendra bientôt indépendante et qui remplacera alors le Royaume-Uni dans la question du différend territorial avec le Venezuela.
L'Accord de Genève, toujours en vigueur, est en soi une procédure transitoire ou un accord pour parvenir à un accord final, par conséquent, jusqu'à ce qu'un arrangement pratique soit trouvé pour une solution définitive satisfaisante, comme établi dans son texte, le statu quo établi est maintenu dans la sentence arbitrale de Paris de 1899, où l'administration et l'autorité d'occupation restent liées au Royaume-Uni (qui fut peu après remplacé par la Guyane indépendante) sur toute la superficie qui lui a été attribuée par l'arrêt de Paris et qui a depuis été revendiquée par le Venezuela. Toutefois, la sauvegarde des droits de souveraineté du Venezuela sur cette zone est reconnue, de sorte que les deux pays sont obligés de trouver une solution concluante, pacifique et honorable pour les parties.
Le différend territorial était entre les mains du secrétaire général des Nations unies dans le cadre de l'Accord de Genève. La Guyane a remplacé le Royaume-Uni dans la controverse avec le Venezuela le 26 mai 1966, date à laquelle elle a obtenu l'indépendance de son ancienne métropole, quelques mois après la signature de l'accord précité. Les gouvernements de Guyane et du Venezuela ont décidé d'utiliser leurs bons offices dans la figure du Bon Officier dont le travail consistait à rapprocher les deux gouvernements afin qu'ils puissent trouver une solution satisfaisante pour les parties. Le dernier bon officier était le Jamaïcain Norman Girvan, proposé par les deux gouvernements et accepté par le secrétaire général de l'ONU, décédé en avril 2014. Il était prévu que les deux gouvernements décideraient, ensemble avec le secrétaire général de l'ONU. , de nommer un nouveau bon célébrant comme c'est la tradition depuis 1982 ou si, au contraire, ils prendraient un mécanisme alternatif à l'article 33 de la Charte des Nations unies sur le règlement pacifique des différends, envisagé dans l'Accord de Genève dans son article IV , paragraphe 1.
Le 31 janvier 2018, le secrétaire général de l'ONU, Antonio Guterres, a annoncé qu'il transférerait le différend territorial entre les deux États devant la Cour internationale de justice. Le 29 mars 2018, le Guyana a déposé au Greffe de la Cour internationale de justice une requête introductive d’instance contre le Venezuela au sujet d’un différend concernant « la validité juridique et l’effet contraignant de la sentence arbitrale du 3 octobre 1899 relative à la frontière entre la colonie de la Guyane britannique et les États-Unis du Venezuela », la Cour internationale de justice a prononcé un arrêt le 6 avril 2023.

## Antécédents

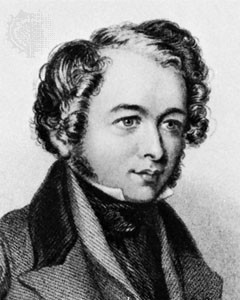
Le naturaliste prussien Robert Hermann Schomburgk.

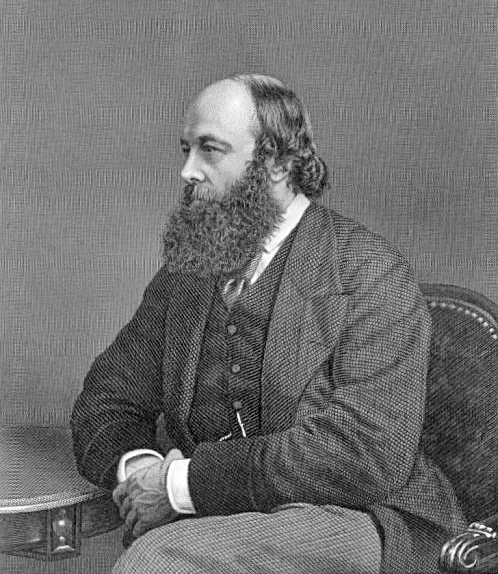
Le Premier ministre britannique Salisbury s'oppose à l'arbitrage sous toutes ses formes.

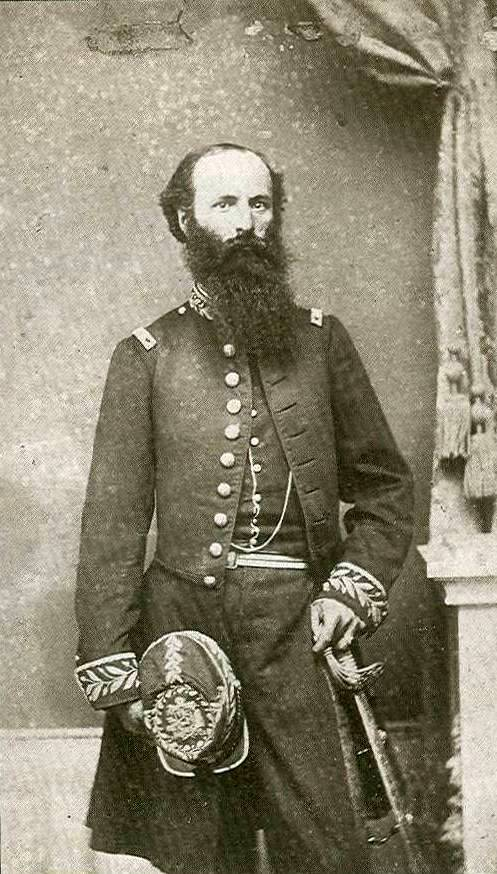
Le président du Venezuela Antonio Guzmán Blanco a rompu les relations avec le Royaume-Uni en 1887.

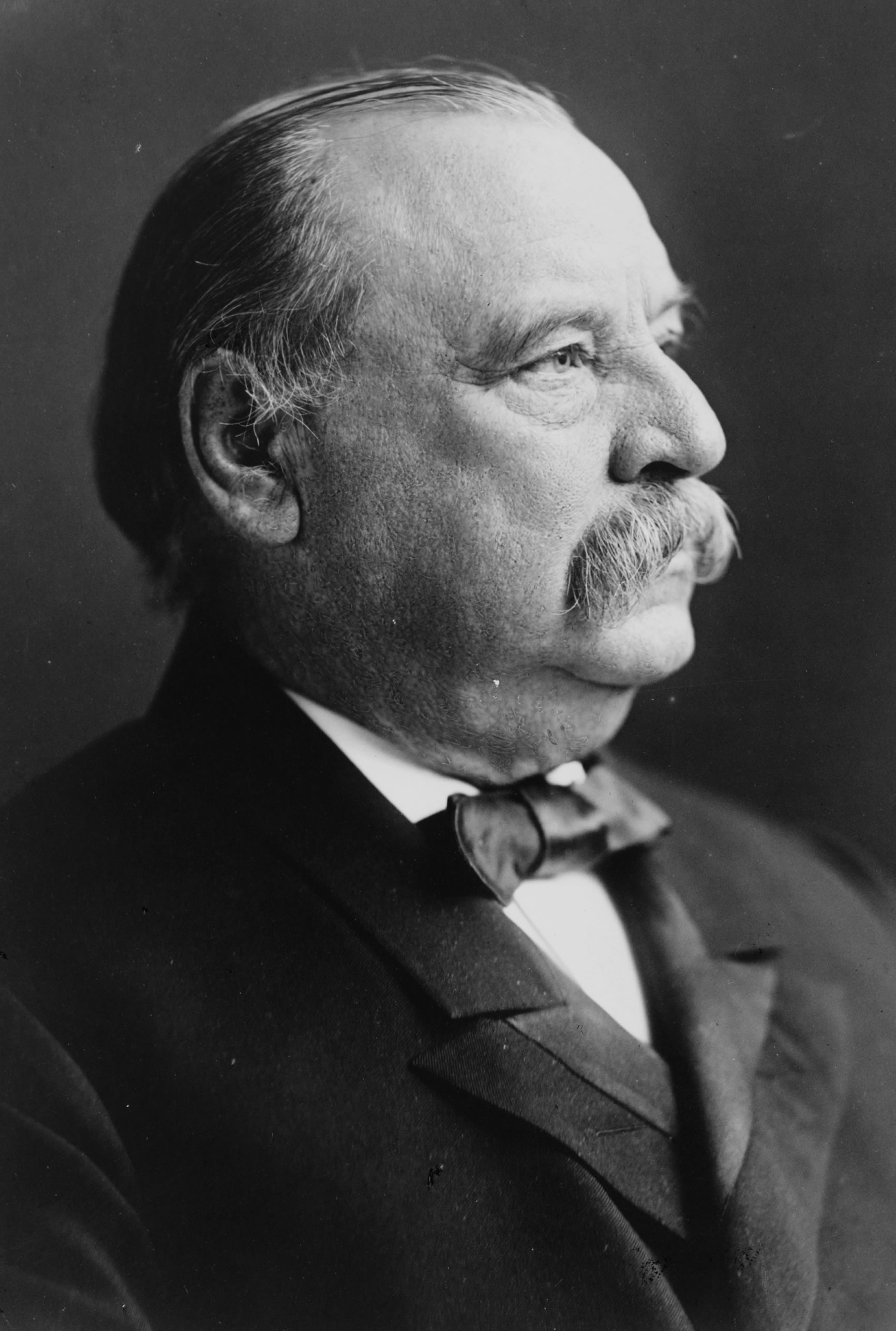
Le président américain Grover Cleveland a invoqué la doctrine Monroe.

### Les lignes des cartes de Robert Schomburgk
À partir de 1834, la frontière orientale du Venezuela commença à subir des modifications lorsque le naturaliste prussien Robert Hermann Schomburgk fit une démarcation arbitraire, appelée ligne Schomburgk, qui allait de la rivière Moruca au fleuve Essequibo, soit 4 290 km2. En 1839, Schomburgk lui-même traça une deuxième ligne appelée Nord-Sud, avançant de 141 930 km2 vers le territoire vénézuélien, établissant une nouvelle limite depuis l'embouchure de la rivière Amacuro jusqu'au mont Roraima et de là jusqu'à la source au fleuve Essequibo. Le naturaliste lui-même a attribué une énorme « importance politique » aux bouches de l'Orénoque, à la géopolitique de nos jours, exhortant le gouvernement britannique à ne pas abandonner Punta Barima, « qui est sans aucun doute la clé de la Colombie ». Ce qui équivaudrait aujourd’hui à dire la « porte d’entrée vers l’Amérique du Sud ».

### Accord de 1850 entre le Royaume-Uni et le Venezuela
En 1841, le Venezuela commença ses efforts diplomatiques avec la Grande-Bretagne par l’intermédiaire de son ministre à Londres, Alejo Fortique. L'année suivante, il réussit à faire supprimer les postes placés par Schomburgk, et par la suite l'accord de 1850 fut conclu, par lequel les deux gouvernements s'accordèrent de ne pas occuper le territoire contesté qui comprenait de la ligne tracée par Schomburgk jusqu'au fleuve Essequibo. Cet accord est resté en vigueur, malgré toutes les circonstances survenues pendant cette période jusqu'à la signature du traité d'arbitrage en 1897.
Pendant le gouvernement du général Antonio Guzmán Blanco, le 13 février 1877, le Dr José María Rojas, ministre résident du Venezuela auprès du gouvernement de Grande-Bretagne, écrivit une note au comte de Derby, suggérant l'opportunité de conclure un traité de frontière basé au fleuve Essequibo. Il suggère l'idée de fixer une ligne conventionnelle, « pour éviter de graves difficultés à l'avenir, d'autant plus que la Guyane attire l'attention générale du monde, en raison des immenses richesses qui s'y découvrent quotidiennement ». Le ministre des Affaires étrangères, Raimundo Andueza Palacio, désapprouve une phrase de ladite note, dans laquelle Rojas déclare : « le gouvernement (du Venezuela) ne cherche pas à maintenir l'intention d'atteindre Essequibo ».

### Rupture des relations diplomatiques en 1887

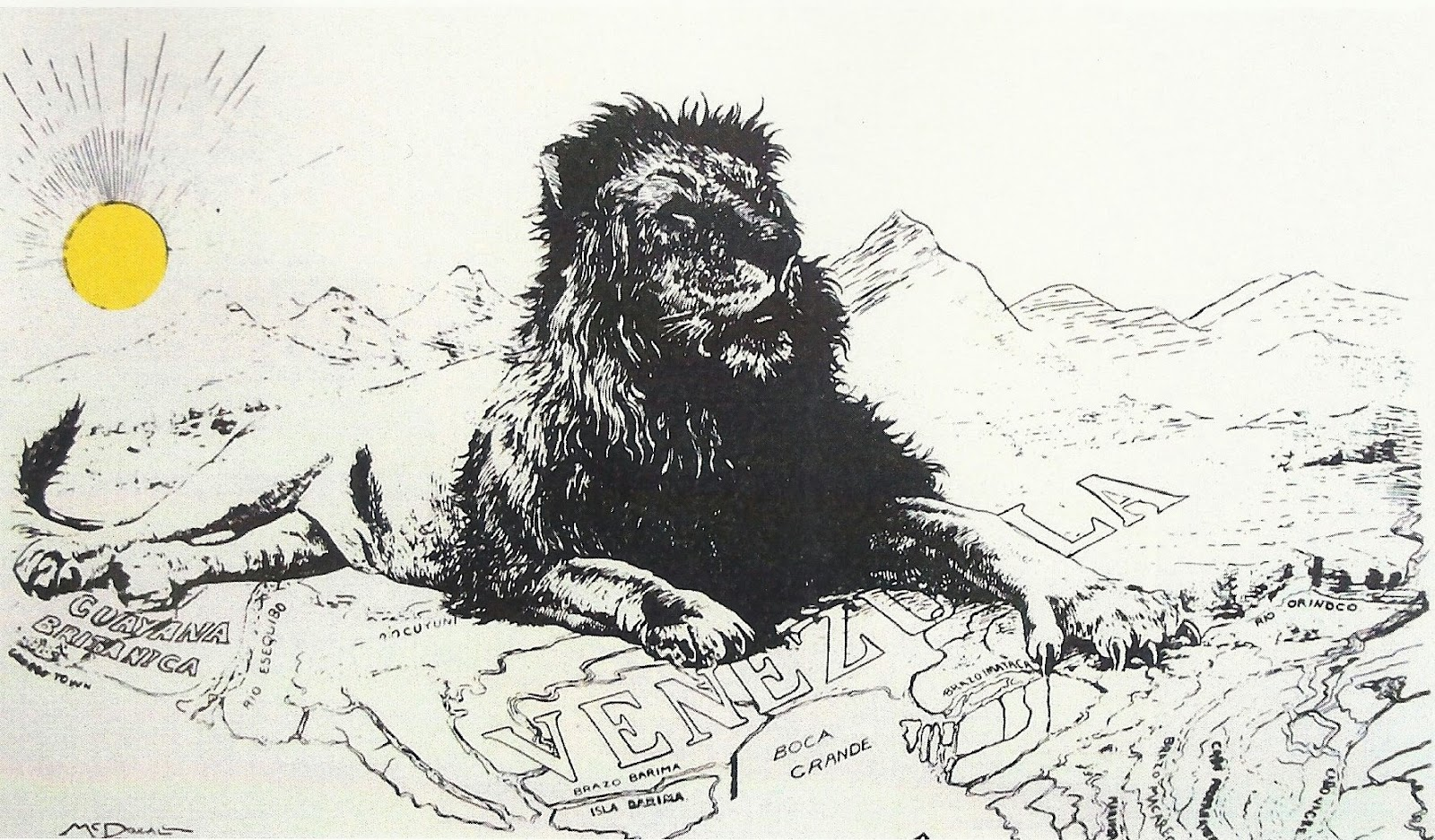
Caricature de 1887. Les Britanniques avancent le long des rivières Barima, Amacuro, Yuruán et Cuyuni après la rupture des relations diplomatiques.

Le président Guzmán Blanco, pleinement informé par son commissaire Jesús Muñoz Tébar de l'invasion du territoire vénézuélien par les Anglais, exigea le 26 janvier 1887 que le gouvernement britannique retire immédiatement son peuple des embouchures de l'Orénoque jusqu'au fleuve Pomerún, maintenant ainsi le statu quo de 1850.
La Grande-Bretagne n'accepta pas cette invitation et le président vénézuélien rompit les relations diplomatiques le 21 février 1887. Parallèlement à cette action diplomatique, le Venezuela fit un grand effort d'un point de vue militaire, d'une part pour arrêter l'avancée de la Grande-Bretagne, et d’autre part, pour éviter une éventuelle invasion du territoire, comme cela était envisagé.

### Intervention du gouvernement américain (doctrine Monroe)
En 1895, Richard Olney, secrétaire d'État du président des États-Unis à l'époque de Grover Cleveland, considérant les « avancées » britanniques sur les terres vénézuéliennes comme de véritables usurpations, justifia l'application de la doctrine Monroe, comme étant l'agression d'une puissance européenne contre un pays américain. La note d'Olney est connue sous le nom de Canon de 20 pouces.
Cleveland lui-même, lors d'une session extraordinaire du Congrès américain, déclara le 17 décembre 1895 que, puisque le gouvernement britannique n'acceptait pas l'arbitrage demandé par le Venezuela, les États-Unis enquêteraient de manière exhaustive sur les limites des pays en litige et s'y opposeraient ensuite. ... par tous les moyens à sa disposition, tels qu'une attaque directe contre ses droits et intérêts, l'appropriation par la Grande-Bretagne de toute terre, ou l'exercice de son autorité sur tout territoire que l'enquête s'avère appartenir de droit au Venezuela.

### Traité d'arbitrage de 1897

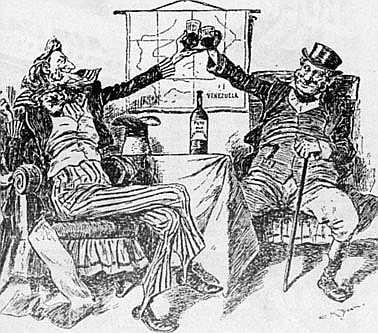
Caricature de 1896 sur l'accord américano-britannique.

La rupture des relations entre le Royaume-Uni et le Venezuela n'est pas allée au-delà d'une simple action diplomatique sans autres conséquences, mais l'intervention des États-Unis dans le cadre de la doctrine Monroe, « l'Amérique aux Américains », qui rejetait toute intervention colonialiste européenne sur le continent Américain, obligerait la Grande-Bretagne à réévaluer sa réticence à recourir à l'arbitrage international, le Premier ministre britannique Robert Salisbury s'est montré publiquement opposé à ce type d'instrument.
Après que le discours du président Cleveland devant le Congrès des États-Unis le 17 décembre 1895, catalogué par la presse de l'époque comme un canon de 20 pouces, le plus gros calibre et la plus grande portée de l'époque et le plus puissant destructeur, eut l'effet escompté. Il s'agit de persuader l'Angleterre d'accepter de recourir à l'arbitrage et de prendre en compte les prétentions du Venezuela, sinon elle devrait traiter non pas avec le Venezuela mais directement avec les États-Unis.
Finalement, en novembre 1896, les États-Unis et la Grande-Bretagne parviendront à un accord pour que le Venezuela signe, sans autre alternative, le traité d'arbitrage du 2 février 1897 dans la ville de Washington D.C., capitale des États-Unis.

## Mécanisme d'arbitrage

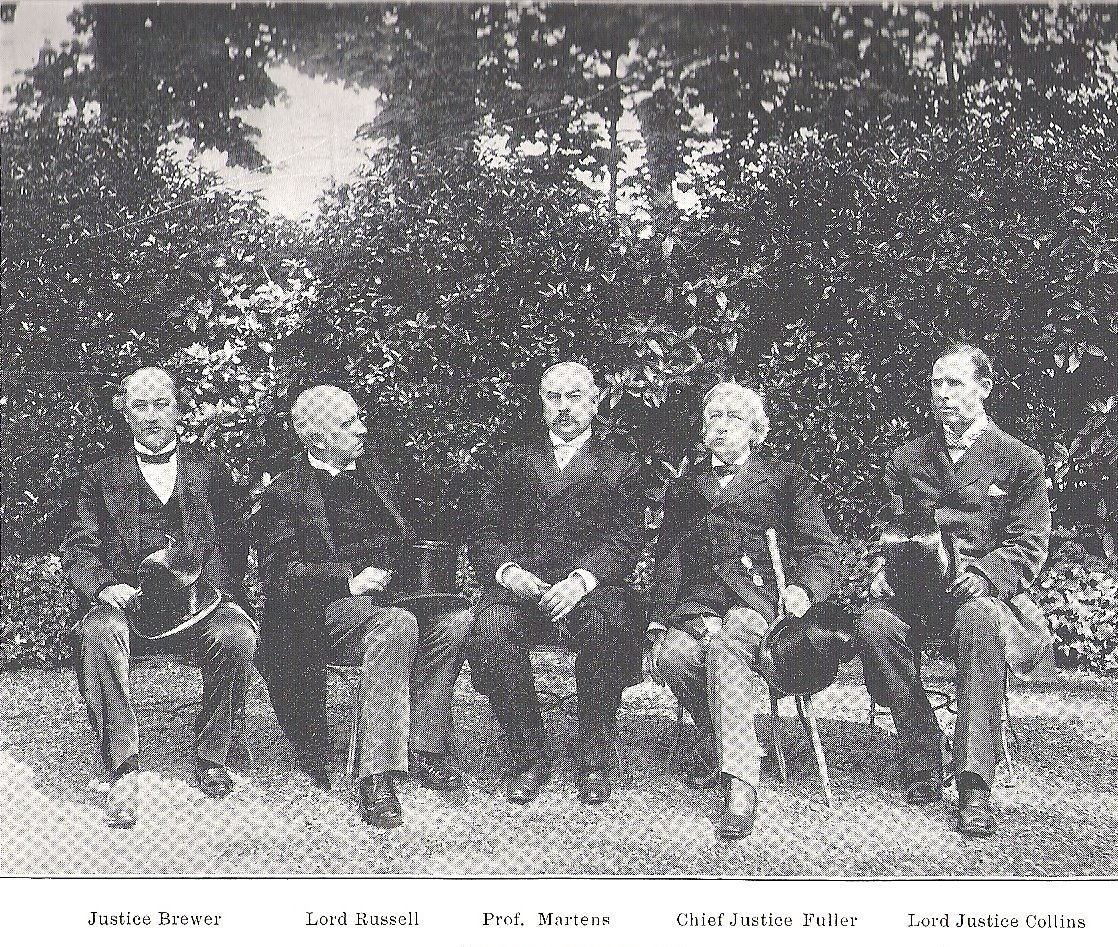
Représentants du tribunal arbitral de Paris de 1899 au boulevard Saint-Germain. (De gauche à droite : le juge Brewer, le juge Lord Russell, le juge Prof Martens (président de la Cour), le juge Fuller et le juge Lord Collins)

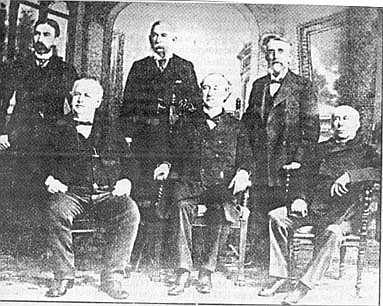
Commission de délimitation des frontières créée par les États-Unis pour le tribunal d'arbitrage de Paris de 1899.

Les événements précédents ont conduit à la signature du traité d'arbitrage le 2 février 1897 dans la ville de Washington D.C., entre le Royaume-Uni et le Venezuela. Cependant, le traité manquait d’égalité et de justice. Le Royaume-Uni était réticent à négocier directement avec le Venezuela et, dans le traité, il a réussi à garantir que la représentation du Venezuela au tribunal d'arbitrage qui serait créé resterait entre les mains des États-Unis. Par conséquent, la Cour serait composée d'Anglais, d'Américains et d'un tiers impartial, qui serait un arbitre ou un juge choisi parmi les Anglo-Saxons d'Europe et d'Amérique, ce qui laisserait de fait le Venezuela de côté dans la participation.

### Membres du tribunal arbitral et avocats des parties
Le tribunal d'arbitrage était composé de cinq membres, deux Américains représentant le Venezuela, deux Anglais représentant le Royaume-Uni et le cinquième membre en tant que partie impartiale.

#### Membres du tribunal d'arbitrage
Représentants du Venezuela (nommés par la Cour suprême des États-Unis d'Amérique)
1. Melville Weston Fuller (membre de la Cour suprême d'Amérique)
2. David Josiah Brewer (membre de la Cour suprême d'Amérique)

Représentants du Royaume-Uni (nommés par le Royaume-Uni)
1. Sir Richard Henn Collins (anglais)
2. Baron Herschell (décédé) (anglais), remplacé par Charles Baron Russel de Killowen (membre du Conseil privé de la Reine) (anglais)

Président de la Cour (nommé par les quatre membres précédents)
1. Federik de Martens (russe) (professeur aux universités britanniques de Cambridge et d'Édimbourg et membre permanent du Conseil du ministère des Affaires étrangères de Russie, alors Empire russe)

#### Avocats pour la défense des parties
Pour le Venezuela
1. Severo Mallet-Prevost (Américain), Avocat
2. Benjamin Harrison (Américain), ancien président américain
3. James Russell Soley (Américain)
4. Benjamin F. Tracy (Américain), ancien secrétaire américain à la Guerre
5. José María Rojas (Vénézuélien)

Pour le Royaume-Uni
1. Sir Richard E. Webster (anglais), procureur général
2. Sir Robert Reid (anglais), ancien solliciteur général
3. G.R. Askwith (anglais)
4. S.A. Rowlatt (anglais)

### Décision unanime du tribunal arbitral
Le 3 octobre 1899, le tribunal, par décision unanime, s'est prononcé en faveur du Royaume-Uni après avoir siégé pendant seulement six jours consécutifs sur les trois mois dont il disposait comme le prévoit le traité de Washington D.C. La décision n'a fait que favoriser le Venezuela dans la préservation des embouchures du fleuve Orénoque et une partie du territoire adjacent, tandis que le Royaume-Uni se verrait attribuer une grande partie à l'ouest des mille kilomètres du fleuve Essequibo, qui serait ensuite délimitée par une commission mixte vénézuélienne-britannique.

## Après l'arbitrage

### Surprise et protestation face à la décision de l'arbitrage
Le président vénézuélien Ignacio Andrade, malgré la crise que traverse son pays, a manifesté quatre jours après la décision du tribunal.
La sentence a été jugée injuste pour le Venezuela par les Vénézuéliens, les Brésiliens, les Français et même les Anglais eux-mêmes.

#### Au Venezuela
Dans une note adressée à son gouvernement le 4 octobre 1899 par le Dr José María Rojas, agent du gouvernement du Venezuela devant le tribunal d'arbitrage, il exprimait sa

« "surprise inexplicable" face "au comportement du président de la Cour, M. De Martens", et a ajouté : "ce que nous ne pourrons jamais savoir, c'est la raison pour laquelle M. De Martens a agi de cette façon". »

Le 7 du même mois, le président vénézuélien, Ignacio Andrade, a publiquement protesté contre la décision du tribunal d'arbitrage.
La presse vénézuélienne de l'époque a vigoureusement protesté contre le sentiment d'injustice de la sentence arbitrale. Cependant, la situation d'instabilité et de crise sociale, politique, économique et militaire que traversait ce pays à cette époque ne lui permettait pas de réfuter efficacement ce qu'il considérait comme une injustice à l'égard du Royaume-Uni, qui représentait la principale puissance colonialiste et impériale de l'époque.
Le journal The Times, de Londres, a publié une déclaration faite à l'agence Reuters par MM. Mallet-Prevost et l'ancien président Harrison, dans laquelle ils exprimaient les critères non techniques avec lesquels la sentence arbitrale avait été rendue.

« il n'y a rien dans l'histoire de la controverse qui explique de manière adéquate la ligne de démarcation établie dans la sentence. »

#### Au Royaume-Uni

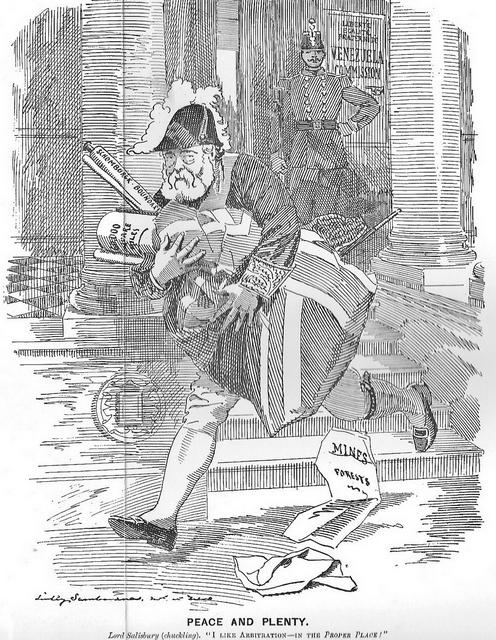
Lord Salisbury (riant) "J'aime l'arbitrage - au bon endroit !" Caricature de l'expression satirique des Anglais eux-mêmes montrant le Premier ministre britannique, Lord Salisbury (fermément opposé aux sentences arbitrales), quittant la salle de séance avec tout : la ligne Schomburgk, 60000 miles carrés et les mines et forêts.

De son côté, le célèbre magazine humoristique PUNCH, a publié, quelques jours après la sentence arbitrale de Paris, en couverture, un dessin dans lequel Lord Salisbury, Premier ministre du Royaume-Uni, avec une aversion reconnue pour l'arbitrage comme moyen de règlement des différends Un mécanisme est apparu, qui impliquait que la Grande-Bretagne se précipitait hors de la salle de séance, emportant avec elle les documents du litige, la ligne Schomburgk et les mines et forêts des 60 000 miles carrés comme si elles avaient été prises au Venezuela, tandis que sur un ton moqueur il s'est exclamé :

« Lord Salisbury (chuckling) “I like arbitration – in the Proper Place!”  -
Lord Salisbury (riant) "J'aime l'arbitrage – au bon endroit !"" »

Le magazine anglais Review of Reviews a ajouté

« Le territoire que l'arbitrage a accordé au Venezuela ne vaut pas un billet de cinq livres. »

#### Dans le reste du monde
Un écrivain français, considérant le manque de motivation de la sentence prononcée par le tribunal arbitral présidé par De Martens, a exprimé :

« Si l'arbitrage est en principe un appel à la raison contre la force, la raison peut-elle se passer de raisons ? (...) La notion de Tribunal Arbitral ne doit pas être confondue avec celle de Tribunal Arbitraire. »

En 1907, le Brésil, par l'intermédiaire de son ambassadeur à la Deuxième Conférence de la Paix à La Haye, a exprimé à cet égard qu'une injustice avait été commise contre le Venezuela, qui portait également atteinte à la territorialité du Brésil. De même, avant même la décision du Tribunal arbitral, elle s'était déjà exprimée devant le gouvernement du Royaume-Uni en déclarant qu'elle considérait la réclamation vénézuélienne comme équitable, estimant que la carte Schomburgk était une simple lettre cartographique dans son contenu et qu'elle était préjudiciable à au Brésil et au Venezuela.

### Résultats dérivés de la sentence

Guayana Esequiba, territoire attribué à la Guyane britannique.

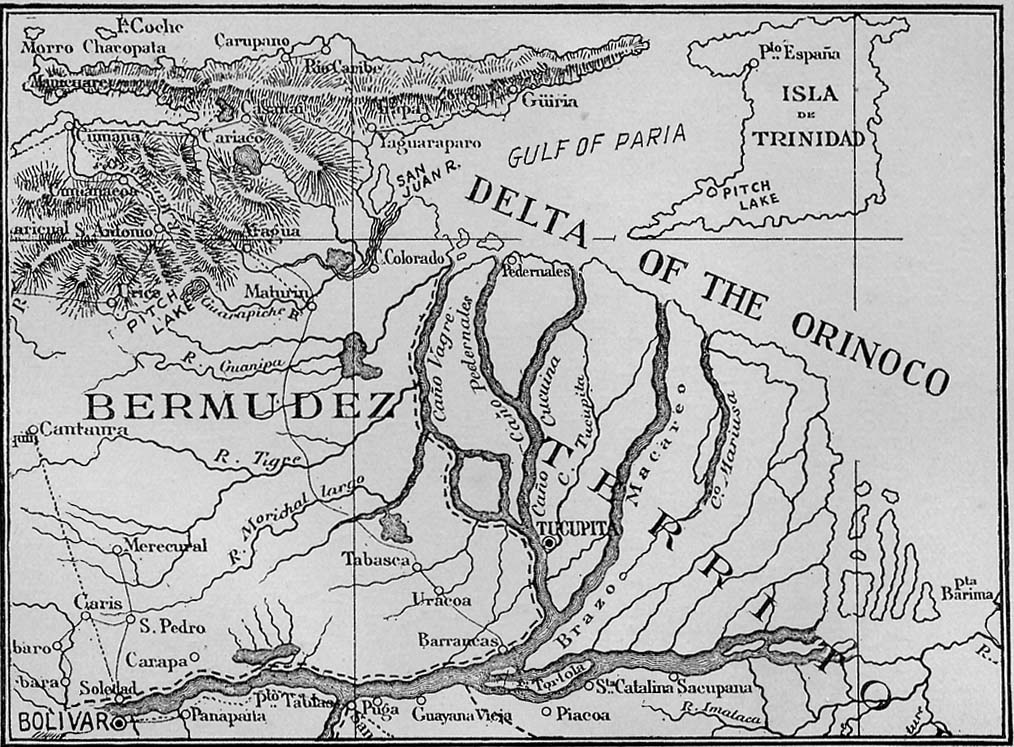
Malgré la grande perte territoriale, le Venezuela a conservé les embouchures du fleuve Orénoque.

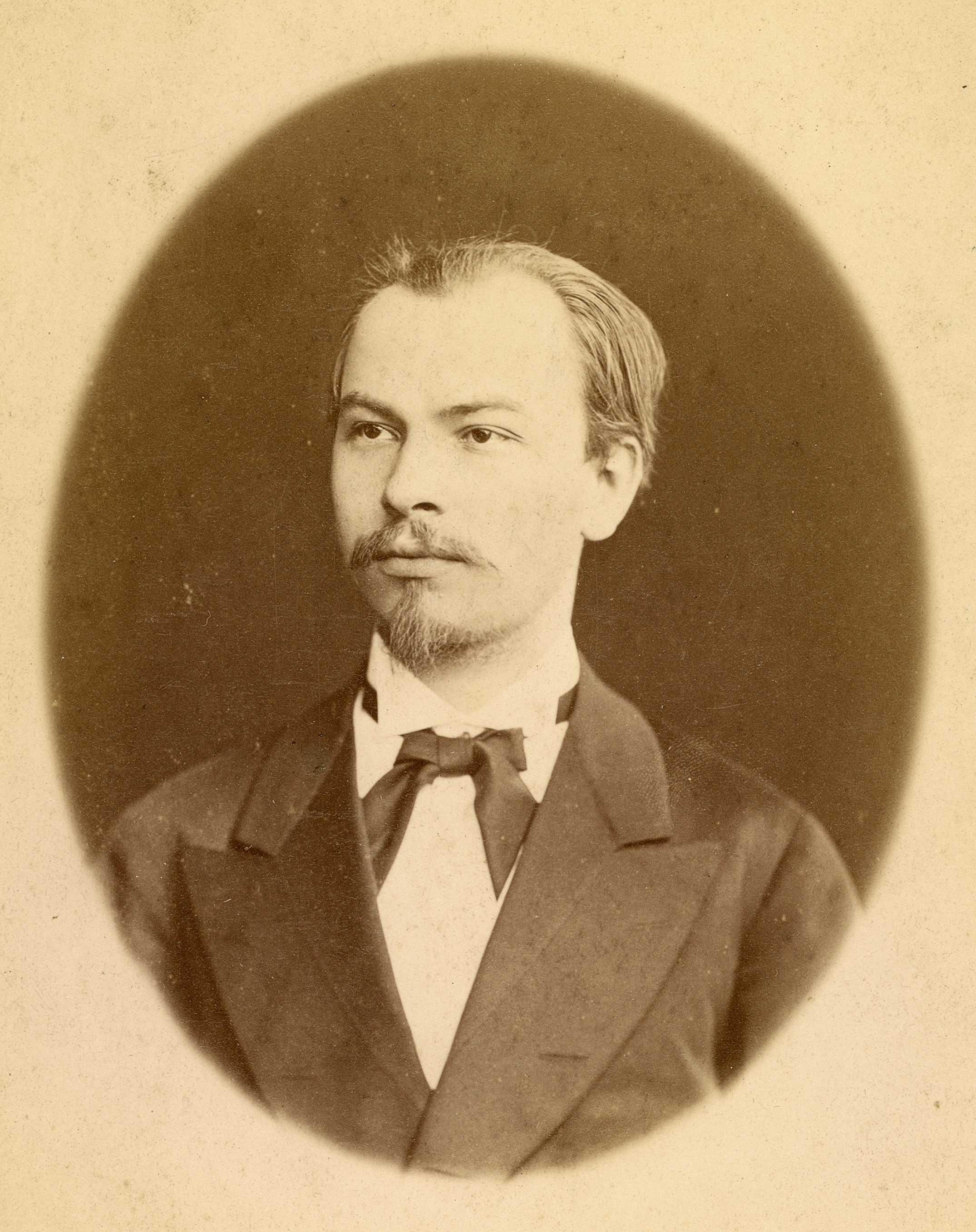
Frédéric Fromhold de Martens, juge du tribunal d'arbitrage, a obtenu une décision unanime.

Le Brésil a été affecté sur son territoire par l'arbitrage de 1899, qui a conduit à un autre arbitrage en 1904.

#### Situation britannique
Le résultat de l’arbitrage a été surprenant pour le Royaume-Uni, même s’il n’était pas sa plus haute aspiration. Il obtint le contrôle d'un territoire deux fois plus grand que celui acheté aux Pays-Bas en 1814, 20 000 milles carrés, avec lequel fut créée la Guyane britannique, à l'ouest du fleuve Essequibo, ayant depuis lors un territoire de 60 000 milles carrés riche en ressources minières, eau et forêt.

#### Situation vénézuélienne
Pour le Venezuela, cela signifiait renoncer à ce que son gouvernement définissait comme des droits vénézuéliens et les considérait pleins de vices de nullité, cependant, il ressort qu'il conservait sa domination visible sur le delta de l'Orénoque et une partie du territoire entre Upata et le fleuve Caroní avec la rivière Venamo et la colline Roraima.

#### Les États-Unis remplacent le Royaume-Uni dans la suprématie en Amérique à partir de 1897
L'intervention des États-Unis dans le différend sur la frontière entre le Venezuela et la Guyane britannique a permis, d'une part, que l'Angleterre accepte de recourir à l'arbitrage, ce à quoi elle s'opposait en principe catégoriquement, et, d'autre part, de faire un compromis sur sa prétention extrême de contrôler le delta de l'Orénoque. À partir de ce moment, on considère que le « lion britannique » a cédé la place à « l'aigle yankee » en première place en Amérique (plus précisément dans le nord de l'Amérique du Sud et dans la zone des Caraïbes), avec lequel les États-Unis ont commencé à émerger comme une nouvelle puissance.

#### Frédéric Fromhold de Martens, le premier juge à obtenir une décision unanime devant un tribunal d'arbitrage
Le juge et président du Tribunal d'arbitrage de Paris, Frédéric Fromhold de Martens, était un juriste respecté d'origine et de culture russes – né sur le territoire actuel de l'Estonie mais qui faisait alors partie de l'Empire russe – dont le prestige s'est accru après l'arrêt du Tribunal. Tribunal Arbitral de Paris, dite Sentence Arbitrale de Paris. Cependant, son rôle de juge et de président du tribunal arbitral a été remis en question compte tenu de son rôle improbable de partie impartiale.
Martens était notamment lié à la Grande-Bretagne : il était professeur dans deux universités britanniques et ami personnel de la reine d'Angleterre, il percevait la Russie et l'Angleterre comme des puissances avec une mission supposée « civilisatrice », dans son ouvrage « La Russie et l'Angleterre en Asie centrale » (1878) affirmait que « la Grande-Bretagne et la Russie sont destinées par la Providence à être les protectrices des pays barbares ». Le Venezuela était considéré, du moins par les Anglais, comme un pays semi-barbare, une des raisons pour lesquelles, dans le traité d'arbitrage de Washington, ils préféraient négocier directement avec les représentants anglo-saxons des États-Unis et non avec les Vénézuéliens qu'ils considéraient comme des Indiens bananiers avec une odeur de tropiques et d'hommes de couleur semi-barbares avec qui ils ne pouvaient pas discuter du sujet à la même table.
Outre le fait que son rôle de parti impartial a été remis en question en raison de ses liens antérieurs notoires avec l'Angleterre et de sa sympathie pour les formes impérialistes et colonialistes britanniques et russes, pendant les quelques jours où la Cour d'arbitrage s'est réunie, il a été interrogé pour ayant accepté d'être juge-président d'un tribunal où l'une des parties (le Venezuela) n'avait pas de représentation directe et que celle-ci était revenue à un pays tiers (les États-Unis) dont les liens et la consonance avec son homologue (l'Angleterre) étaient évidents. De même, il a ignoré le fait que l'inclusion des États-Unis dans le conflit territorial visait à tout moment à sauvegarder leurs propres intérêts au détriment de ceux de leur client, le Venezuela.
Tout semblait indiquer que le juriste russe s'est comporté de cette manière louche parce qu'il cherchait, au-delà des principes du droit, une décision unanime dans la sentence arbitrale, qui serait la première dans l'histoire et entraînerait un plus grand prestige professionnel et personnel dans la société. En fait, la sentence arbitrale de Paris a été la première de l'histoire résolue à l'unanimité. Près d'un demi-siècle plus tard, un document a été publié qui prouverait finalement le comportement irrégulier du juriste russe lors des réunions officielles et officieuses du tribunal arbitral, ce qui a conduit à une sentence truquée et irrecevable avec les principes du droit international et ce qui était stipulé dans le Traité d'arbitrage de Washington de 1897 qui réglementait le mécanisme d'arbitrage.

#### Aspirations territoriales du Brésil
Le 5 mai 1859, le Venezuela et le Brésil célébraient un traité pour délimiter leurs frontières. Il a été convenu que le bassin hydrographique du fleuve Orénoque et du fleuve Essequibo serait reconnu au Venezuela tandis que le bassin hydrographique du fleuve Amazone serait reconnu au Brésil.

« Art. 2º... 3º ...toutes les eaux qui se jettent dans le fleuve Blanco restent appartenant au Brésil, et celles qui se jettent dans l'Orénoque au Venezuela, (...) et celles qui se jettent dans l'Essequibo, le Cuyuní et le Caroní au Vénézuela... »

La sentence arbitrale de Paris de 1899 a attribué à la Guyane britannique les rivières Cotinga et Tacutú (affluents du fleuve Blanco - "Rio Branco" en portugais - et cet affluent du fleuve Amazone) et son bassin hydrographique à l'Est, qui affectaient directement le territoire brésilien.

« ...et du Mont Roraima jusqu'à la source du Cotinga, et continuera par le milieu du courant de cette rivière jusqu'à son union avec le Takutu, et suivra le milieu du courant du Takutu jusqu'à sa source, et de ce point... »

Quelques années plus tard, en 1904, le Royaume-Uni et le Brésil résolvent la frontière entre le Brésil et la Guyane britannique par un arbitrage neutre, se soumettant à l'arbitrage du souverain Victor-Emmanuel III d'Italie. La frontière n'est plus définie par la rivière Cotinga et devient désormais la rivière Ireng (plus à l'est) jusqu'à son union avec le Tacutú. Le Brésil perd une partie de son territoire mais conserve une partie à laquelle aspirent les Anglais.

### Publication du document qui compromettrait la validité de la sentence
Après le décès de Severo Mallet-Prevost, l'un des avocats américains ayant participé à la défense du Venezuela dans le cadre de la sentence, son représentant légal Otto Schöenrich rendit public en 1949, à la demande expresse de Prevost, un document rédigé par Mallet Prevost lui-même dans le année 1944, dans laquelle il considère que la sentence arbitrale était un compromis politique, une œuvre de pression sur le système judiciaire, un compromis en coulisses par lequel « trois juges majoritaires disposaient du territoire du Venezuela, parce que le deux juges "Les Britanniques n'agissaient pas en tant que juges, mais plutôt en tant qu'hommes de gouvernement, en tant qu'avocats."
Le document confirmerait que Fiódor Martens n'a délibérément pas agi en juge impartial, qu'il n'a pas été guidé par les principes du droit ou par l'analyse technique des preuves et même, comme le révèle le document, il a persuadé l'une des parties d'accepter une proposition de solution de la controverse qu'il avait lui-même développée, loin des mêmes règles contenues dans le traité d'arbitrage de 1897 et des principes qui régissent le droit.
Cette constatation révélerait un compromis intervenu par rapport à la décision du tribunal arbitral de Paris. Le document servirait d’élément parmi d’autres permettant au Venezuela de dénoncer officiellement la sentence arbitrale devant le monde en 1962.

#### Mémorandum de Severo Mallet-Prevost

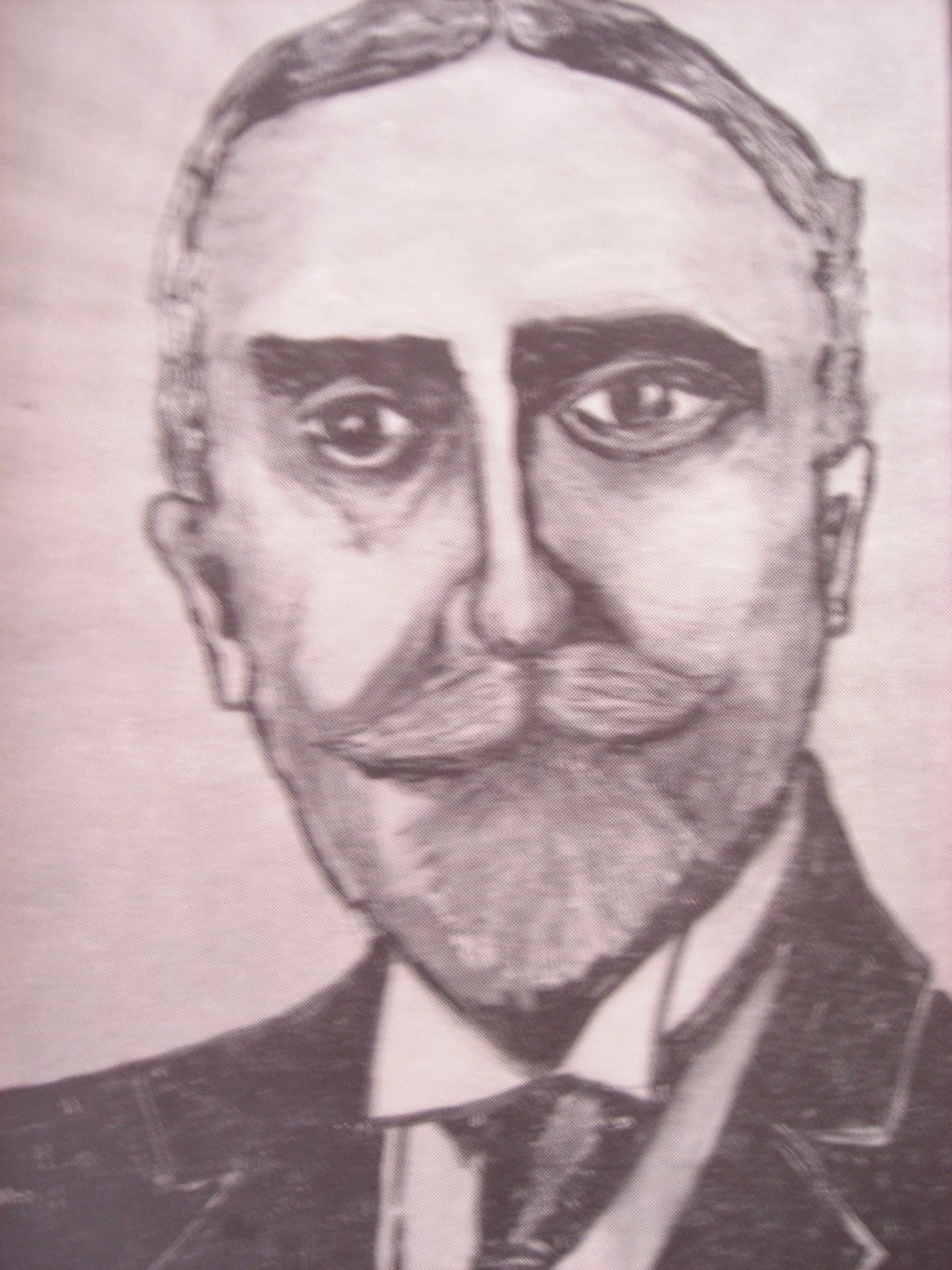
Severo Mallet-Prevost, avocat américain de la défense vénézuélienne, rédigea en 1944 un mémorandum révélant que la sentence arbitrale de Paris était un compromis politique et révélait des événements décisifs jusque-là ignorés.

Le document révélerait ce qui suit :

« ...Avant d'aller à Paris, le juge Brewer [avocat américain pour le Venezuela] et moi nous sommes arrêtés à Londres, et pendant que là-bas M. Henry White, chargé d'affaires des États-Unis, nous a offert un petit repas auquel il a été invité. Seigneur Juge en chef Russell [avocat britannique]. ...au cours de la conversation, j'ai osé exprimer que les décisions d'arbitrage international devraient être fondées exclusivement sur des considérations juridiques. Lord Russell a immédiatement répondu : « Je suis entièrement en désaccord avec vous. Je crois que les arbitrages internationaux devraient être menés selon des lignes plus larges et prendre en compte les questions de politique internationale. » À partir de ce moment, j’ai compris que nous ne pouvions pas compter sur Lord Russell pour trancher la question frontalière sur la base d’un droit strict.
Lorsque nous nous sommes rencontrés à Paris... J'ai rencontré Lord Collins [avocat britannique]. ...il apparaissait clairement que Lord Collins souhaitait sincèrement prendre en compte tous les faits de la cause et déterminer le droit qui leur était applicable. ... toute son attitude et les nombreuses questions qu'il posait étaient critiques à l'égard des prétentions britanniques et donnaient l'impression qu'il penchait du côté du Venezuela.
Ensuite... les deux arbitres britanniques sont retournés en Angleterre et ont emmené avec eux M. Martens [avocat russe, juge dans l'arbitrage]. Quand nous avons repris nos fonctions... le changement chez Lord Collins était visible. ... Il nous a semblé (je veux dire à la défense du Venezuela) que quelque chose s'était produit à Londres pour provoquer un tel changement.
...un après-midi, j'ai reçu un message du juge Brewer dans lequel il me disait que lui et le juge Fuller [avocat américain du Venezuela] voulaient me parler. ... ... Le juge Brewer s'est levé et m'a dit tout excité : « Mallet-Prévost, cela ne sert à rien de continuer cette farce en prétendant que nous sommes des juges et que vous êtes un avocat. Le juge Fuller et moi avons décidé de parler confidentiellement. vous révèle ce qui vient de se passer. Martens est venu nous voir et nous informe que Russell et Collins sont prêts à se prononcer en faveur de la ligne Schomburgk qui, partant de Punta Barima sur la côte, donnerait à la Grande-Bretagne le contrôle de l'embouchure principale. de l'Orénoque ; et si nous insistons pour que la ligne parte de la côte, au niveau du fleuve Maroc, il se rangera du côté des Britanniques et approuvera la ligne Schomburgk comme véritable frontière. » "Cependant", a-t-il ajouté, "lui, Martens, tenait à obtenir une sentence unanime, et si nous acceptions la ligne qu'il proposait, il obtiendrait l'acquiescement de Lord Russell et Lord Collins..." Ce que Martens a proposé, c'est que la ligne... commence à une certaine distance au sud-est de Punta Barima, afin de donner au Venezuela le contrôle de l'embouchure de l'Orénoque...
    C'est ce que Martens a proposé. (...) Ce que nous devons décider, c'est si nous acceptons la proposition de Martens ou si nous souscrivons à une opinion dissidente. (...) D'après ce que venait de dire le juge Brewer et du changement que nous avions tous observé chez Lord Collins, je suis devenu convaincu... que lors de la visite de Martens en Angleterre, un arrangement avait eu lieu entre la Russie et la Grande-Bretagne. .. et cette pression avait été exercée sur Collins, d’une manière ou d’une autre, pour qu’il suive cette voie. (...) Quand j'ai révélé au général Harrison [conseiller américain] ce qui venait de se passer..., il a décrit le comportement de la Grande-Bretagne et de la Russie dans des termes qu'il est inutile que je répète. Sa première réaction fut de demander à Fuller et Brewer de présenter une opinion dissidente, mais lorsqu'il se calma et étudia la question d'un point de vue pratique, il me dit : "... si jamais on apprenait que c'était dans notre pouvoir de préserver l'embouchure de l'Orénoque pour le Venezuela et que nous ne l'avons pas fait, nous ne serions jamais pardonnés. Ce que Martens propose est inique, mais je ne vois pas comment Fuller et Brewer pourraient faire autre chose que d'accepter.
J'étais d'accord avec le général Harrison et j'en informai les magistrats... La décision du tribunal fut donc unanime ; mais, même s'il est vrai qu'il a donné au Venezuela le secteur en litige le plus important d'un point de vue stratégique, cela a été injuste envers le Venezuela et l'a privé d'un territoire très étendu et important sur lequel la Grande-Bretagne n'avait, à mon avis, la moindre ombre de loi...
...ce qui précède a été dicté par moi le 8 février 1944...)
Otto Schönrich
Membre du cabinet Curtis, Mallet Prevost, Colt & Mosle
de New York »

### Le Venezuela dénonce la décision du tribunal d'arbitrage devant l'ONU en 1962

Drapeau de l'Organisation des Nations unies.

Le 12 novembre 1962, le ministre des Affaires étrangères du Venezuela, Marcos Falcón Briceño, a fait une présentation à la Commission politique spéciale de l'Assemblée générale des Nations unies (ONU), pour dénoncer la sentence arbitrale, alléguant un compromis et des défauts de nullité. justifier une dépossession. Dans sa déclaration, il souligne que le Venezuela considère la sentence arbitrale nulle et non avenue (inexistante) en raison de ce que l'on appelle en droit international des actes contraires à la bonne foi commis de la part du gouvernement britannique et des membres du tribunal.
Arguments du Venezuela sur les vices de nullité de la sentence :
- Abus de pouvoir (ultra petita), pour décréter la liberté de navigation sur les rivières Amacuro et Barima, qui, selon le droit international, invalide toute sentence arbitrale.
- Présentation de cartes frelatées, selon le Venezuela, par la Grande-Bretagne devant le tribunal d'arbitrage.
- Absence de motivation dans la décision arbitrale.
- La Cour a accordé 17 604 km² à la Grande-Bretagne, reconnue comme vénézuélienne par le gouvernement britannique lui-même.
- La frontière aurait été imposée aux juges par le gouvernement britannique.
- Le président du tribunal arbitral a contraint les juges à accepter la démarcation britannique.
- Cette démarcation était un « compromis », comme l'ont décrit certains responsables britanniques, selon le Venezuela.
- Le Venezuela a été trompé et le Royaume-Uni a agi contrairement à la bonne foi du droit international.
- Le Venezuela a été informé après que la sentence arbitrale ait rendu les décisions.
- Composé des pays membres de la Cour d'Arbitrage.

Pour les Britanniques, l’argument vénézuélien n’était pas tenable car :
- Tous ceux qui ont participé à la sentence arbitrale étaient déjà décédés.
- Le Venezuela avait accepté la sentence arbitrale comme « un règlement complet, factuel et concluant ».
- L'étude des documents a révélé, selon les Britanniques, que le Venezuela n'avait aucune raison valable.
- Le Venezuela n'a pas tenté de démontrer les raisons pour lesquelles il avait invalidé la sentence arbitrale.

Lorsque la Grande-Bretagne décidera d'accorder l'indépendance à la Guyane britannique au sein du Commonwealth le 26 mai 1966, désormais connue sous le nom de Guyane, elle deviendra un État partie, comme le prévoit l'article 7 de l'Accord de Genève. C'est pour cette raison que la Guyane a ratifié l'Accord de Genève le jour même de son indépendance, reconnaissant ainsi la revendication vénézuélienne sur le territoire situé sur la rive ouest du fleuve Essequibo.

### Accord de Genève

En rouge le Venezuela, en violet la Guayana Esequiba et en bleu le reste du Guyana.

Après que le Venezuela eut dénoncé la sentence le 12 novembre 1962, le représentant du Royaume-Uni présenta ses allégations concernant la plainte du pays sud-américain. Quatre jours après la plainte vénézuélienne, l'ONU publie une déclaration dans laquelle les gouvernements du Venezuela, du Royaume-Uni et celui de sa colonie de Guyane britannique entameront un examen de la documentation de chacune des parties liées à l'affaire :

« Déclaration du Président de la Commission politique spéciale, XVIIe période de sessions de l'Assemblée générale des Nations Unies, 16 novembre 19621
(...) Les représentants des gouvernements du Royaume-Uni et du Venezuela m'ont autorisé à informer la Commission que, (...) en plein accord avec le (gouvernement) de la Guyane britannique, que les trois gouvernements examineront la documentation détenues par toutes les parties et liées à cette affaire. A cet effet, ils procéderont à la prise des dispositions nécessaires par la voie diplomatique. (...)
Je crois comprendre que les parties intéressées feront rapport aux Nations Unies sur les résultats de ces discussions. »

Dans une déclaration commune du Venezuela et du Royaume-Uni du 7 novembre 1963, les progrès sur la question convenue ont été signalés. Le Venezuela a déjà examiné la documentation fournie par le Royaume-Uni et ils conviennent d'une réunion à Caracas où, à son tour, le Venezuela montrera au Royaume-Uni les documents de ses archives concernant la question territoriale :

« Communiqué conjoint du ministre des Affaires étrangères du Venezuela et du secrétaire aux Affaires étrangères du Royaume-Uni, Londres, 7 novembre 1963
(...) Les experts vénézuéliens ont déjà examiné une partie de la documentation disponible à Londres. Dans une prochaine étape, les ministres des Affaires étrangères sont convenus que l'expert britannique, qui agit également au nom du gouvernement de Guyane britannique, se rendra prochainement à Caracas pour examiner la documentation disponible dans les archives vénézuéliennes. (...) Le texte de ce communiqué sera porté à la connaissance du Secrétaire Général des Nations Unies.
Londres, 7 novembre 1963. »

Une délégation vénézuélienne s'est rendue à Londres et au cours des mois de février et mai 1964, un rapport appuyé par des documents en possession du Venezuela a été présenté au Royaume-Uni lors de conversations entre experts au cours de 15 sessions. Le rapport contient 44 points détaillés des arguments vénézuéliens, mais dans son résumé il est extrait :

« (...)Résumé des conclusions
En résumé, à la suite de l'examen tripartite de la documentation qui vient d'être brièvement exposée et qui soutient chacune des déclarations contenues dans le présent document et qui a été présentée à la Grande-Bretagne, le Venezuela est parvenu aux conclusions suivantes :
1. Le Venezuela a dû accepter le traité d'arbitrage de 1897 sous la pression indue des États-Unis et de la Grande-Bretagne, qui ont négocié les bases du compromis à l'exclusion du gouvernement vénézuélien, qui a reçu des explications qui l'ont incité à l'erreur.
2. Le Venezuela a été tellement ignoré que les États-Unis et la Grande-Bretagne ont convenu dès le début des négociations qu'aucun juriste vénézuélien ne ferait partie du tribunal d'arbitrage.
3. Même si les réserves substantielles du Venezuela au Traité n'ont pas été prises en compte par les négociateurs les plus directs du Traité, le Venezuela a interprété l'engagement d'arbitrage en ce sens que la décision de la Cour devait être strictement légale.
4. La sentence dite du 3 octobre 1899 est nulle. Cette nullité est fondée sur :
a) Dans le manque de motivation pour la décision.
b) En ce que les arbitres n'ont pas tenu compte, en rendant leur décision, des règles de droit applicables et notamment du principe Utis Possidetis Juris ; ils n'ont pas non plus fait d'effort d'enquête sur les territoires qui appartenaient, soit aux Pays-Bas, soit au Royaume d'Espagne, au moment de la soi-disant acquisition (article III du traité d'arbitrage).
c) En ce sens que les arbitres n'ont pas décidé comment le délai de prescription de 50 ans devait être calculé, ni ne l'ont appliqué comme convenu dans le traité d'arbitrage.
d) Sans y être habilités par la convention d'arbitrage, les arbitres établissent et réglementent dans leur décision la libre navigation de deux fleuves frontaliers, et certainement contre le Venezuela.
e) Le fait que la soi-disant sentence était l'effet d'un engagement diplomatique explique pourquoi les arbitres n'ont pas tenu compte des règles de droit contenues dans le traité d'arbitrage. Les documents contemporains, tout en révélant que les arbitres en étaient conscients, confirment ce fait qu'ils qualifient de « compromis et de farce ».
5. Les représentants de la Grande-Bretagne ont présenté à la Cour d'arbitrage des cartes auxquelles on attribuait une importance décisive et qui avaient été falsifiées au Colonial Office.
6. La ligne de la soi-disant sentence avait été préparée au ministère des Colonies au mois de juillet 1899, soit plusieurs mois (avant le prononcé de la sentence). Cette ligne de démarcation a été imposée aux arbitres américains par le président du Tribunal, le professeur russe de Martens, par la coercition.
7. Le Venezuela n'a jamais donné son accord à la soi-disant sentence du 3 octobre 1899. La participation du Venezuela à la démarcation de la frontière était de nature purement technique. Le pays y a été contraint par des circonstances qui lui étaient insurmontables. Tant le gouvernement que le peuple vénézuélien ont protesté, dans la mesure du possible, contre la soi-disant sentence de 1899.
Caracas, 18 mars 1965
Hermann González Oropeza, S.J. Pablo Ojer, S.J. »

La confrontation des rapports et des documents d'expertise des deux parties a abouti à l'Accord de Genève du 17 février 1966, instrument toujours en vigueur par lequel les deux parties sont tenues de trouver un accord pratique pour une solution satisfaisante à la controverse.
Extrait de l'Accord de Genève :

« (...) CONVAINCU:
Que tout différend en cours entre le Venezuela, d'une part, et le Royaume-Uni et la Guyane britannique, d'autre part, nuirait à une telle collaboration et doit donc être résolu à l'amiable d'une manière acceptable pour les deux parties ; Conformément à l'ordre du jour convenu pour les négociations gouvernementales concernant la controverse entre le Venezuela et le Royaume-Uni au sujet de la frontière avec la Guyane britannique, selon le communiqué conjoint du 7 novembre 1963, ils sont parvenus à l'accord suivant pour résoudre le problème. controverse actuelle :(...) »

De même, ils informent l’ONU du mécanisme convenu :

« Communiqué conjoint du ministre des Affaires étrangères du Venezuela, du secrétaire aux Affaires étrangères du Royaume-Uni et du premier ministre de la Guyane britannique, Genève, 17 février 1966
(...) À la suite des délibérations, un accord a été signé dont les stipulations permettront de résoudre définitivement ces problèmes.
Les Gouvernements sont convenus de soumettre le texte dudit Accord à l'attention du Secrétaire Général des Nations unies.(...) »